# Міжнародна виставка оборонної промисловості

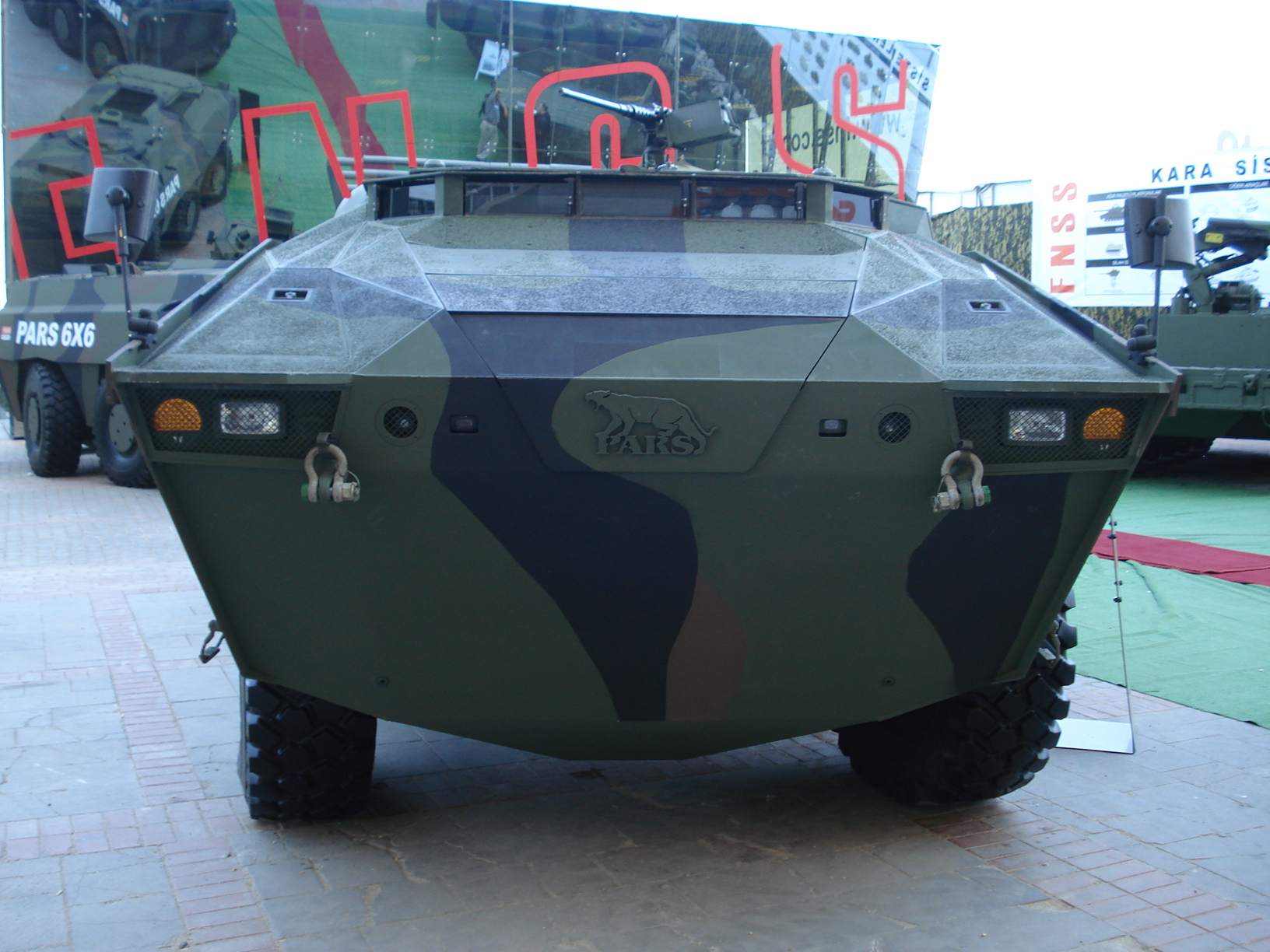
Бронетранспортер FNSS Pars 8x8 на IDEF 2007 в Анкарі.

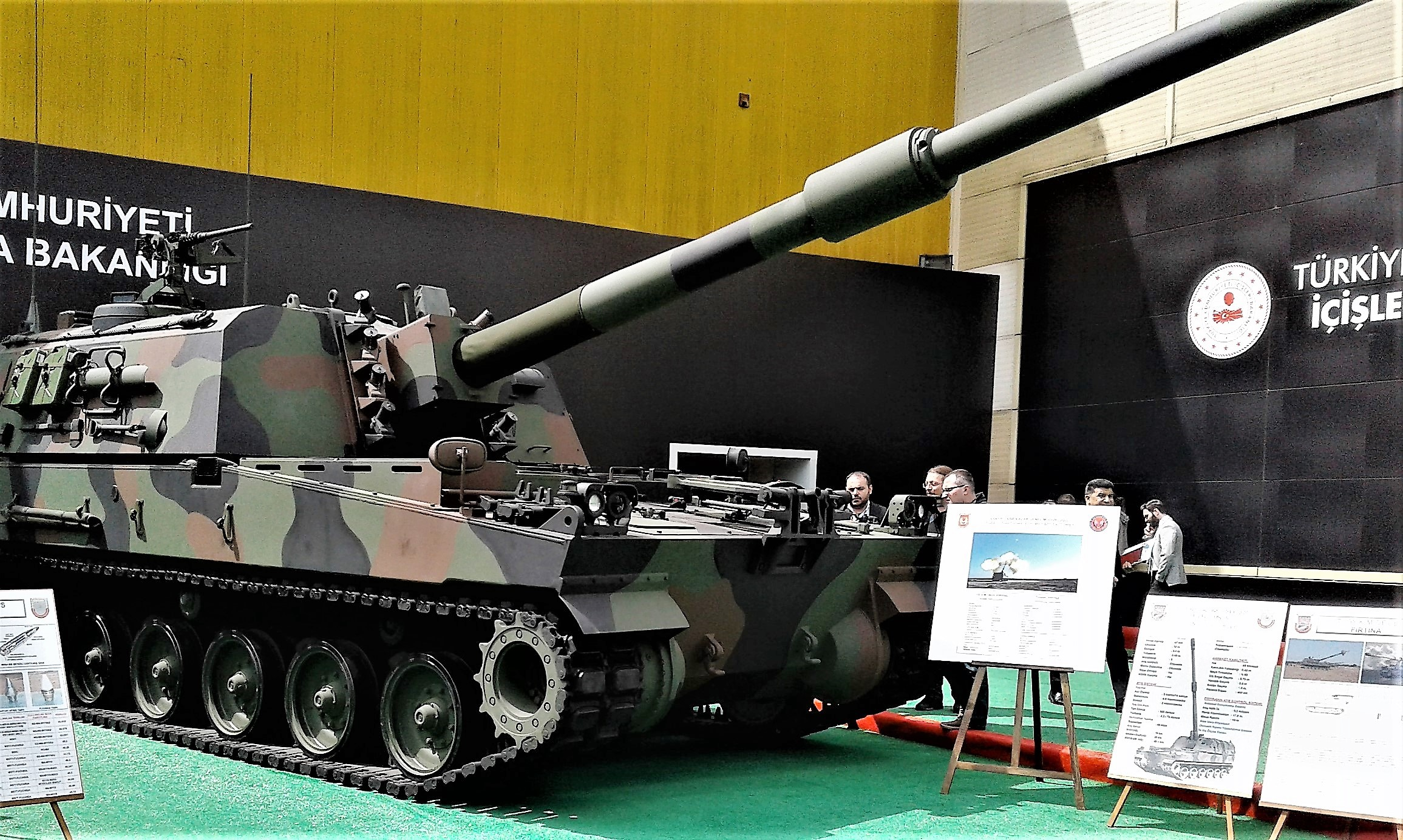
Гаубиця T-155 Fırtına на IDEF 2019 у Стамбулі.

Міжнародна виставка оборонної промисловості або İDEF (тур. İDEF Uluslararası Savunma Sanayi Fuarı) — це ярмарок оборонної промисловості, що проводиться в Туреччині та організовується Фондом Збройних сил Туреччини з 1993 року. Фонд ЗСТ організовує IDEF раз на два роки, і перед кожною виставкою обирає фірму-організатора та місце проведення шляхом тендеру. Виставки зазвичай проходять в Анкарі або Стамбулі.
Ярмарок проводиться кожного непарного року з 1993 року. IDEF, як високотехнологічна виставка оборонної промисловості, що охоплює основні галузі оборонної промисловості та їхні підрозділи, є важливим міжнародним маркетинговим майданчиком для компаній оборонної промисловості. IDEF є найбільшою виставкою оборонної промисловості в євразійському регіоні та однією з чотирьох провідних у світі за зростаючою кількістю країн-учасниць, делегацій та компаній.